# Arxiu Municipal Administratiu de Terrassa
L'Arxiu Municipal Administratiu de Terrassa (AMAT) es va crear amb la inauguració l'any 1903 de l'actual edifici consistorial de l'Ajuntament. L'Arxiu Municipal va refer-se l'any 1990 per donar resposta a les necessitats organitzatives i recull la documentació de l'Ajuntament de Terrassa des de mitjan segle xix fins a l'actualitat.

## Historia i edifici
L'Arxiu Municipal Administratiu de Terrassa s'inicia quan, l'Ajuntament de Terrassa, inaugurà el nou edifici, obra de Lluís Muncunill i Parellada, el 6 de juliol de 1903. A l'any següent, es va encetar el procés d'institucionalització de l'Arxiu Municipal amb la creació del Patronat de Museus i Arxius Municipals.
L'Arxiu Municipal Administratiu de Terrassa (AMAT) s'inicia l'any 1990 i va estar ubicat a l'edifici central del Raval de Montserrat, a la planta baixa, després d'haver patit durant anys certa precarietat a les golfes de l'edifici. El 2014, amb el trasllat de l'Arxiu Comarcal del Vallès Occidental a la seva nova seu, l'Arxiu Municipal va passar a ocupar les instal·lacions del carrer Pantà, seu de l'ACVO des de 1995.
Aquest Arxiu Municipal conté documentació des dels anys 1980 en endavant, però també conté documentació antiga com els Llibres d'Actes del Ple de l'Ajuntament (1840-1990) o els Llibres de la Comissió Permanent (1940-1985). Aquest arxiu s'ocupa de gestionar tota la documentació municipal que es genera i es rep dels diferents serveis municipals. L'any 1981, l'Arxiu Municipal va realitzar transferències de fons cap a l'ACVO que és qui conserva els fons històrics més antics d'època medieval i moderna.
L'Arxiu Municipal de Terrassa integra la Direcció del Sistema Arxivístic Municipal, l'ACVO i l'Arxiu Municipal Administratiu.

## Fons
El fons de l'Arxiu Municipal Administratiu actualment disposa de prop 5.000 metres lineals de documentació que abasta un període cronològic que comença el 1840 i arriba fins al 2001. L'arxiu recull els grups de sèries que pertanyen als diferents serveis municipals que s'ofereixen a la ciutat com, per exemple, el grup de sèrie de Comerç, Consum i Turisme, el grup de sèrie Patrimoni Municipal i d'altres consultables al quadre de classificació de l'Arxiu Municipal.
L'Arxiu Municipal també conserva fons fotogràfics relacionats amb l'àmbit de Terrassa i consultables quan no n'hi hagi restriccions d'accés i depenent de la sol·licitud que es faci regulat per l'Ordenança Municipal 3.1.

## Instruments de descripció
L'Arxiu Municipal Administratiu de Terrassa disposa de 22 grups de sèries inventariades però només n'hi ha una part que s'ha digitalitzat i que pot ser consultada a través d'Internet. La part digitalitzada correspon a les Actes del Consell de la vila de Terrassa (1400-1715) i a Actes del Ple de l'Ajuntament de Terrassa (1840-1990).

## Serveis

### Usuaris
La documentació de què disposa l'Arxiu Municipal és de consulta lliure i el seu accés és un dret ciutadà llevat de les restriccions legals que puguin haver. Per fer consultes a l'Arxiu Municipal només cal acreditar-se amb el DNI.
L'Arxiu Municipal disposa d'assessorament als investigadors i estudiants en la recerca d'informació i documentació municipal i també en matèria de gestió documental i arxivística. L'Arxiu pot fer fotocòpies i/o reproduccions digitals dels documents sempre que no hi hagi risc de malmetre el document original o hi hagi alguna restricció legal.
Hi ha servei d'hemeroteca relacionada amb la premsa terrassenca dels Diari de Terrassa (1990-actualitat) i El Nou Punt (1996-2003). A la pàgina web de l'AMAT, hi ha l'apartat Arxiu Digital on es poden consultar les digitalitzacions de les actes de 71 volums que sumen 44.000 pàgines en format PDF i que poden descarregar-se. Aquest apartat anirà augmentant, amb el pas del temps, de volum.

### Serveis Docents
L'AMAT disposa de convenis de col·laboració de formació d'estudiants en pràctiques amb universitats i amb escoles superiors, com l'ESAGED. A més també assessora en matèria arxivística i de gestió documental a les oficines administratives. Com una secció més de l'Arxiu Comarcal del Vallès Occidental, l'AMAT col·labora amb l'Arxiu Històric i en la coordinació del Sistema Municipal d'Arxius de Terrassa.
Des de l'any 2008, l'AMAT ha impulsat i coordinat la implantació d'un Sistema de Gestió Documental corporatiu per poder tenir millor control dels documents municipals que es creen, garantint que siguin autèntics, fiables, íntegres i utilitzables.

### Serveis de difusió
L'AMAT participa en actes, activitats i commemoracions culturals i ciutadanes, juntament amb l'Arxiu Històric (ACVOC). L'any 2009 van organitzar-se actes d'homenatge a Baltasar Ragón, amb motiu del 50è aniversari de la mort del cronista municipal, i s'hi van digitalitzar alguns dels seus llibres més emblemàtics.
L'AMAT realitza diferents tipus de publicacions pròpies que reben el nom de Col·lecció Joan Arnella. Dins d'aquesta col·lecció s'han fet publicacions com la del Llibre de Privilegis de la vila i terme de Terrassa o la publicació de l'inventari del fons de la Electra Industrial-AEG, un dels fons empresarials més grans de Terrassa. Una altra publicació que també pot ser consultada a la pàgina web són les memòries d'activitat de l'AMAT des de l'any 2000.